# Seute I
Seute I (in greco antico: Σεύθης?, Sèuthēs; ... – 410 a.C.) è stato un re degli Odrisi nel V secolo a.C..

## Biografia
Seute era figlio di Sparadoco e nipote di Sitalce; sposò Stratonice, figlia di Perdicca II di Macedonia, perché consigliò allo zio di sospendere la guerra che egli aveva intrapreso contro il regno di Macedonia.  
Nel 424 a.C. divenne re degli Odrisi (si sospettò che fosse il responsabile della morte di Sitalce) e per prima cosa raddoppiò il tributo che le città costiere greche dovevano pagare agli Odrisi. Il regno di Seute I fu prospero economicamente, e nuovi popoli vennero portati nell'orbita del regno odrisio come alleati o tributari. Nel 411 a.C. organizzò una campagna contro Atene di scarsissimo successo, e nel 410 due nobili locali, Maisade e Terete, riuscirono a rendersi indipendenti dal regno odrisio. Nello stesso anno Seute morì di malattia e gli succedette Amadoco I, suo fratello o cugino. È probabile che Coti I fosse suo figlio. 